# Мадонна с младенцем (картина Чимы да Конельяно, Джемона)
«Мадонна с младенцем» (итал. Madonna col Bambino) — картина в стиле Возрождения представителя венецианской школы живописи Чимы да Конельяно, на которой изображены Богоматерь с богомладенцем. Полотно написано в 1496 году и представляет собой живопись темперой на деревянной панели размером 89×68,8 см. В настоящее время хранится в Городском музее в Джемона-дель-Фриули. Образ почитается чудотворным в Римско-католической церкви.

## История
Картина была написана в 1496 году. Между 1496 и 1498 годами полотно в Джемону принесли францисканцы, которые в городе владели монастырём и церковью Богоматери Милостивой. Ряд исследователей полагают, что картина послужила образцом для серии последующих работ Чимы да Конельяно на эту тему. С конца XVI века картину неоднократно реставрировали. В 1590 году художник Себастьяно Секанте написал её копию. В последний раз полотно реставрировали в 1990 году.
В ночь с 15 на 16 января 1972 года картина была похищена из храма неизвестными лицами. Полотно обнаружили в ночь с 18 на 19 июня 1973 года за кладбищем Рисано в Павия-ди-Удине сотрудники итальянской полиции, получившие анонимное сообщение. После этого картину было решено передать на хранение в Городской музей Джемоны, а в церкви Богоматери Милостивой её заменили копией кисти Себастьяно Секанте.

## Описание
На полотне изображена Богоматерь в красном хитоне, синем плате с розовато-сиреневой тыльной стороной и белом покрове. Она изображена в три четверти за балюстрадой с разворотом в правую сторону. На коленях у Богоматери сидит обнажённый златокудрый младенец и тянет левую руку к её лицу. На заднем плане с левой стороны изображён горный пейзаж с ручьём и крепостью. Задний план правой стороны картины укрыт плотной зелёной занавесью.
На полотне — на балюстраде, за которой сидит Богоматерь — указаны подпись автора и дата создания картины: «Joannis Baptiste Coneglanensis opus / 1496 adì primo / avosto».